# Luisa Cantú
Luisa Cantú Ríos (Monterrey, 13 de agosto de 1991) es una periodista mexicana. En el 2024, fue moderadora en el tercer debate por la jefatura del gobierno de la Ciudad de México y en el tercer debate presidencial de México y a finales de este mismo año, se convirtió en directora de noticias de Canal 11.

## Trayectoria
Estudió periodismo en la Escuela Carlos Septién García y una especialidad en estudios de investigación por el Centro de Investigación y Docencias Económicas.
Ha trabajado en televisión, radio y prensa escrita, tanto en medios privados y públicos como ADN 40, Azteca 7 y en el Sistema Público de Radiodifusión del Estado Mexicano, Washington Post en español, El Economista, Pie de página, entre otros.
En 2024, moderó el debate para la jefatura de gobierno de la Ciudad de México con junto con Pedro Pablo Gamboa y en el mismo año, participó también el la moderación del debate presidencial con las personas comunicadoras Elena Arcilla y Javier Solórzano.
Participó como conductora del programa de radio ¿Qué chilangos pasa? de Radio Chilango junto a Luciana Wainer.

## Reconocimientos
- Rostros de la Discriminación (2016) en la categoría de reportaje en texto.
- Iris América (2019), en la categoría mejor cobertura de última hora por los bloqueos de San Juanico del 2018.